# Pareatges
Mit dem altkatalanischen Terminus Pareatges [pəriˈadʒəs] (in modernem Katalanisch Pariatges; französisch paréage) werden zwei Verträge bezeichnet, die in den Jahren 1278 und in einer erweiterten Fassung 1288 zwischen dem Bischof von La Seu d’Urgell Pere d’Urtx und dem Grafen von Foix Roger Bernard III. unterzeichnet wurden. Diese Verträge setzten einen Schlusspunkt unter jahrzehntelange Streitigkeiten der Grafen von Foix und Vizegrafen von Béarn einerseits und den Bischöfen von Urgell andererseits um die politische Vorherrschaft in Andorra und stellen den Beginn des Kondominiums des Pyrenäenstaates dar. Das bedeutet, dass die Herrschaft von den beiden Kofürsten, dem Bischof von Urgell und dem Grafen von Foix, zu gleichen Teilen ausgeübt wurde. Die Durchführung politischer Aktivitäten sowie die Verabschiedung neuer Gesetze musste stets von beiden Kofürsten unterzeichnet werden.

## Wortbedeutung
Das katalanische Wort pareatge/pariatge bezeichnete im Mittelalter generell einen Vertrag zwischen einem weltlichen Herrscher und einem Kirchenfürsten. In diesem Zusammenhang wurde der Begriff damals sehr häufig verwendet.

## Rechtliche Gültigkeit
Die andorranischen Pareatges behielten bis zur Unabhängigkeit Andorras und dem Einsatz der ersten Verfassung 1993 ihre Gültigkeit. Der Status des Kondominats wurde auch in die Verfassung übernommen, allerdings kommt den beiden Kofürsten heute nur mehr eine repräsentative Funktion zu, während die Gesetzgebung in den Händen der Andorraner liegt.
Während der bischöfliche Kofürst bis heute der jeweilige Bischof von Seu d’Urgell in Katalonien ist, ging das Amt der Grafen von Foix zuerst auf die französischen Königtum und das Kaisertum über und danach auf den Präsidenten der französischen Republik. Neben dem Bischof von Urgell ist daher der französische Präsident von Frankreich Kofürst.

## Originalschriften
Die Pareatges wurden auf Pergament in lateinischer Sprache verfasst und lagen ursprünglich in vier Exemplaren vor, von denen heute nur mehr zwei erhalten sind. Mit hoher Wahrscheinlichkeit sind dies die bischöflichen Exemplare, während die gräflichen im Laufe der Zeit verloren gingen. Ein Exemplar befindet sich im andorranischen Historischen Nationalarchiv, das zweite im bischöflichen Archiv von La Seu d’Urgell.